# パテカトル

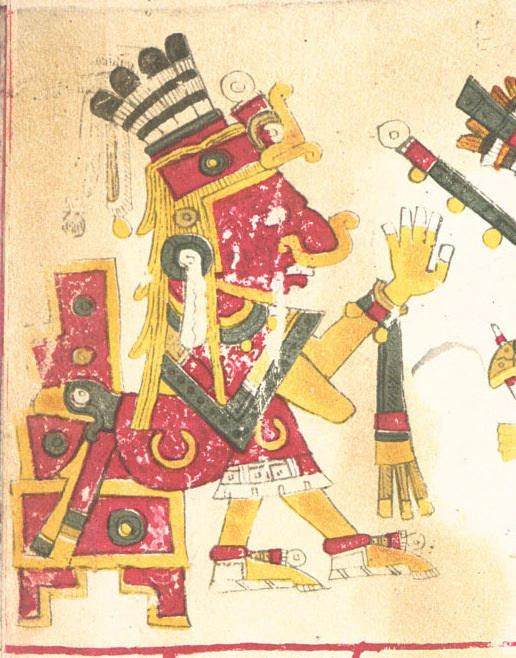
ボルジア絵文書のパテカトル

パテカトル（Patecatl、Pahtecatl）は、アステカ神話のプルケ（酒）の神。
パテカトルとはナワトル語で「薬(pahtli)の人(-tecatl)」を意味する。
パテカトルはプルケの材料となるリュウゼツラン（マゲイ）の女神であるマヤウェルの配偶とされる。『マリアベッキアーノ絵文書』ではオクパトリと呼ばれる根を持って描かれており、この根を発酵に使うことでアオクトリと呼ばれる特殊なプルケが作られる。この特殊なプルケは貴族や神官が使用する貴重なもので、重要な貢納品だった。
アステカ神話には多くのプルケの神があり、まとめてセンツォン・トトチティン（400匹のウサギ）と呼ばれる。マヤウェルは女神だが、プルケの神はほとんどが男性だった。
アステカ暦では260日の祭祀暦であるトナルポワリを構成する20日のうち草（マリナリ）の日を司る。また1のサルのトレセーナをも司る。